# Haarmühl
Haarmühl liegt südwestlich von Niederkappel im Bezirk Rohrbach in Oberösterreich auf der Hochfläche des Mühlviertels, das weiter südlich zur Donau hin steil abfällt.
Der Ort, eine Rotte in der Ortschaft Niederkappel, ist nach der Haarmühle/Harrmühle benannt, von der heute nur mehr die Grundmauern am nach Osten abfließenden Haarbach, einem Zufluss der Donau, sichtbar sind.

## Weblink
- Haarmühl - Postleitzahl